# Amt Dänischer Wohld
La comunità amministrativa di Dänischer Wohld (Amt Dänischer Wohld) si trova nel circondario di Rendsburg-Eckernförde nello Schleswig-Holstein, in Germania. 
È situato tra Eckernförde e Kiel, intorno al villaggio di Gettorf, eredita il nome dalla penisola di Dänischer Wohld.

## Suddivisione
Comprende 8 comuni:
1. Felm (1 169)
2. Gettorf* (7 602)
3. Lindau (1 368)
4. Neudorf-Bornstein (1 063)
5. Neuwittenbek (1 113)
6. Osdorf (2 500)
7. Schinkel (1 015)
8. Tüttendorf (1 235)

Il capoluogo è Gettorf.
(Tra parentesi i dati della popolazione al 31 dicembre 2021)